# Bahnstrecke Straubing–Miltach
| |                                 |                                   |                                   |
| Streckennummer (DB): | 5812                            |                                   |                                   |
| Kursbuchstrecke (DB): | 932 (alt: 423h, 424d, 875, 902) |                                   |                                   |
| Kursbuchstrecke: | 423h (1946)                     |                                   |                                   |
| Streckenlänge: | 49,31 km                        |                                   |                                   |
| Spurweite: | 1435 mm (Normalspur)            |                                   |                                   |
| Streckenklasse: | Straubing–Sand (Ndb) Hafen: D4  |                                   |                                   |
| Maximale Neigung: | 25 ‰                            |                                   |                                   |
| Minimaler Radius: | 185 m                           |                                   |                                   |
| Streckengeschwindigkeit: | 80 km/h                         |                                   |                                   |
| Zugbeeinflussung: | PZB                             |                                   |                                   |
| |                                 |                                   |                                   |
| \| \| \| von Obertraubling \| \| \| \| 0,000 \| Straubing \| 326 m ü. NHN \| \| \| \| nach Passau \| \| \| \| 1,370 \| Straubing Ost \| 325 m ü. NHN \| \| \| 3,100 \| Kühne + Nagel \| Kühne + Nagel \| \| \| \| Müllumladestation Straubing \| \| \| \| 3,592 \| Straubing Müllverladung (Awanst) \| 320 m ü. NHN \| \| \| 4,866 \| Ittling \| 321 m ü. NHN \| \| \| 5,022 \| Aiterach \| Aiterach \| \| \| 6,024 \| Sand (Niederbay) Hafen (Awanst) \| 320 m ü. NHN \| \| \| \| Anschluss Hafen Straubing \| \| \| \| 6,841 \| Straubing Hafen \| 319 m ü. NHN \| \| \| 7,829 \| Sand (Niederbay) \| 318 m ü. NHN \| \| \| 8,902 \| Donaubrücke Bogen ⊙ (560 m) \| Donaubrücke Bogen ⊙ (560 m) \| \| \| 9,481 \| Kinsach, Staatsstraße 2125 (75 m) \| Kinsach, Staatsstraße 2125 (75 m) \| \| \| 9,733 \| Bogen (ehem. Bf) ⊙ \| 320 m ü. NHN \| \| \| 10,890 \| Bogen Ost \| Bogen Ost \| \| \| 12,380 \| Bärndorf (b Bogen) \| Bärndorf (b Bogen) \| \| \| 16,060 \| Hunderdorf \| 339 m ü. NHN \| \| \| 19,700 \| Steinburg (Niederbay) \| 340 m ü. NHN \| \| \| 22,900 \| Wiespoint \| 418 m ü. NHN \| \| \| 24,300 \| Menach \| Menach \| \| \| 24,660 \| Mitterfels \| 410 m ü. NHN \| \| \| \| Wegbrücke ⊙ \| \| \| \| 27,900 \| Haselbach (b Mitterfels) \| 410 m ü. NHN \| \| \| 31,260 \| Haibach (Niederbay) \| 418 m ü. NHN \| \| \| 34,200 \| Konzell Süd \| 446 m ü. NHN \| \| \| 37,750 \| Konzell-Streifenau \| 520 m ü. NHN \| \| \| 40,160 \| Rattenberg (Niederbay) \| Rattenberg (Niederbay) \| \| \| 44,200 \| Altrandsberg \| 415 m ü. NHN \| \| \| 46,500 \| Untervierau \| 386 m ü. NHN \| \| \| \| Regen \| \| \| \| \| von Bad Kötzting \| \| \| \| 49,310 \| Miltach \| 383 m ü. NHN \| \| \| \| nach Cham \| \| \| \| \| \| \| \| Quellen: [2][3][4] \| \| \| \| |                                 |                                   |                                   |
| Strecke |                                 | von Obertraubling                 | von Obertraubling                 |
| Bahnhof | 0,000                           | Straubing                         | 326 m ü. NHN                      |
| Abzweig geradeaus und nach rechts |                                 | nach Passau                       | nach Passau                       |
| Haltepunkt / Haltestelle | 1,370                           | Straubing Ost                     | 325 m ü. NHN                      |
| Abzweig geradeaus und ehemals von links | 3,100                           | Kühne + Nagel                     | Kühne + Nagel                     |
| Abzweig geradeaus und von links |                                 | Müllumladestation Straubing       | Müllumladestation Straubing       |
| Blockstelle | 3,592                           | Straubing Müllverladung (Awanst)  | 320 m ü. NHN                      |
| Haltepunkt / Haltestelle | 4,866                           | Ittling                           | 321 m ü. NHN                      |
| Brücke über Wasserlauf | 5,022                           | Aiterach                          | Aiterach                          |
| Blockstelle | 6,024                           | Sand (Niederbay) Hafen (Awanst)   | 320 m ü. NHN                      |
| Abzweig geradeaus und nach links |                                 | Anschluss Hafen Straubing         | Anschluss Hafen Straubing         |
| Haltepunkt / Haltestelle | 6,841                           | Straubing Hafen                   | 319 m ü. NHN                      |
| Haltepunkt / Haltestelle | 7,829                           | Sand (Niederbay)                  | 318 m ü. NHN                      |
| Brücke über Wasserlauf | 8,902                           | Donaubrücke Bogen ⊙ (560 m)       | Donaubrücke Bogen ⊙ (560 m)       |
| Brücke über Wasserlauf | 9,481                           | Kinsach, Staatsstraße 2125 (75 m) | Kinsach, Staatsstraße 2125 (75 m) |
| Haltepunkt / Haltestelle Strecke ab hier außer Betrieb | 9,733                           | Bogen (ehem. Bf) ⊙                | 320 m ü. NHN                      |
| Haltepunkt / Haltestelle (Strecke außer Betrieb) | 10,890                          | Bogen Ost                         | Bogen Ost                         |
| Haltepunkt / Haltestelle (Strecke außer Betrieb) | 12,380                          | Bärndorf (b Bogen)                | Bärndorf (b Bogen)                |
| Haltepunkt / Haltestelle (Strecke außer Betrieb) | 16,060                          | Hunderdorf                        | 339 m ü. NHN                      |
| Bahnhof (Strecke außer Betrieb) | 19,700                          | Steinburg (Niederbay)             | 340 m ü. NHN                      |
| Haltepunkt / Haltestelle (Strecke außer Betrieb) | 22,900                          | Wiespoint                         | 418 m ü. NHN                      |
| Brücke über Wasserlauf (Strecke außer Betrieb) | 24,300                          | Menach                            | Menach                            |
| Haltepunkt / Haltestelle (Strecke außer Betrieb) | 24,660                          | Mitterfels                        | 410 m ü. NHN                      |
| Strecke mit Straßenbrücke (Strecke außer Betrieb) |                                 | Wegbrücke ⊙                       | Wegbrücke ⊙                       |
| Haltepunkt / Haltestelle (Strecke außer Betrieb) | 27,900                          | Haselbach (b Mitterfels)          | 410 m ü. NHN                      |
| Haltepunkt / Haltestelle (Strecke außer Betrieb) | 31,260                          | Haibach (Niederbay)               | 418 m ü. NHN                      |
| Bahnhof (Strecke außer Betrieb) | 34,200                          | Konzell Süd                       | 446 m ü. NHN                      |
| Haltepunkt / Haltestelle (Strecke außer Betrieb) | 37,750                          | Konzell-Streifenau                | 520 m ü. NHN                      |
| Haltepunkt / Haltestelle (Strecke außer Betrieb) | 40,160                          | Rattenberg (Niederbay)            | Rattenberg (Niederbay)            |
| Haltepunkt / Haltestelle (Strecke außer Betrieb) | 44,200                          | Altrandsberg                      | 415 m ü. NHN                      |
| Haltepunkt / Haltestelle (Strecke außer Betrieb) | 46,500                          | Untervierau                       | 386 m ü. NHN                      |
| Brücke über Wasserlauf (Strecke außer Betrieb) |                                 | Regen                             | Regen                             |
| Abzweig ehemals geradeaus und von rechts |                                 | von Bad Kötzting                  | von Bad Kötzting                  |
| Bahnhof | 49,310                          | Miltach                           | 383 m ü. NHN                      |
| Strecke |                                 | nach Cham                         | nach Cham                         |
| |                                 |                                   |                                   |
| Quellen: |                                 |                                   |                                   |

Die Bahnstrecke Straubing–Miltach ist eine Nebenbahn in Bayern. Sie verläuft von Straubing in Niederbayern über Bogen nach Miltach in der Oberpfalz. In Betrieb ist lediglich noch der kurze Abschnitt von Straubing nach Bogen, die weitere Strecke bis Miltach ist stillgelegt. Der Personenverkehr wird von der Südostbayernbahn durchgeführt.

## Geschichte

### Streckenbau nach Konzell
Die Stadt Straubing beantragte am 20. Januar 1884 bei der Regierung in München den Bau einer Lokalbahn nach Viechtach im Bayerischen Wald und als dies abgelehnt wurde, eine Durchgangsbahn nach Cham. Dieses Bemühen wurde mit Verweis auf die bereits gebaute Waldbahn abgelehnt und lediglich der Bau einer Stichbahn in Aussicht gestellt.
Man entschied sich für das damals nur 200 Einwohner zählende Konzell als Endbahnhof. Am 26. Mai 1892 wurde der Bahnbau gesetzlich genehmigt. Die Interessenten mussten nach dem Lokalbahngesetz 195.000 Mark für den Grunderwerb aufbringen. Nach längeren Diskussionen stand die Stadt Straubing insgesamt dafür ein. Die Strecke maß 32,7 km bei einer Luftlinie Straubing – Konzell von 21,3 km.
Am 9. Dezember 1895 wurde der erste Abschnitt von Straubing nach Bogen festlich eröffnet. Mit Böllern und Militärmusik des 11. Infanterie-Regiments fuhr der geschmückte Zug, der um 12 Uhr in Straubing abgefahren war, in den Bahnhof von Bogen ein. Um vier Uhr machte er sich auf die Rückfahrt. Der nächste Abschnitt von Bogen nach Steinburg folgte am 16. Mai 1896 und schließlich von Steinburg nach Konzell am 5. Dezember 1896. Der Personenverkehr übertraf 1897 mit 186.556 Reisenden die Erwartungen beträchtlich, da zahlreiche Schüler mit dem Zug nach Straubing zur Schule fuhren. Der Güterverkehr überstieg bald 20.000 Tonnen, wozu eine große Ziegelei in Bärndorf ihren Teil beitrug.

### Weiterbau nach Miltach
Umgehend forderte Straubing den Weiterbau nach Miltach. Nach einigen Diskussionen über die Streckenführung wurde mit Gesetz vom 30. Juni 1900 die Verlängerung Konzell – Miltach beschlossen. Zur Übersetzung des Konzeller Höhenzuges und des Klinglbaches mussten 210.000 m³ Erde bewegt werden, damit der Klinglbach und der Regen unmittelbar vor Miltach mit einer Brücke überquert werden konnten.
Bei den Rentabilitätsberechnungen zählte Konzell, der ehemalige Endbahnhof, schon 1.000 Einwohner. Erneut übernahm Straubing die Haftung für den Gesamtaufwand, der für den Grundstückserwerb nötig war, Kötzting steuerte 10.000 Mark und Mitterfels 3.000 Mark bei.
Am 1. Juni 1905 wurde das Reststück der Strecke Straubing – Miltach eröffnet und damit die Verbindung zur 1892 eröffneten Nebenbahnlinie Cham – Kötzting geschaffen. Damit hatte der Vordere Bayerische Wald eine durchgehende Nord-Süd-Eisenbahnverbindung zwischen Straubing und Cham. Der Bahnhof erhielt 6 Gleise.
Im Jahre 1919 wurde in Miltach ein einstöckiges Bahnhofsgebäude errichtet, mit Natursteinmauerwerk, großen Fenstern, Türöffnungen mit Arkadenbögen und einem Ziegelwalmdach.

### Stilllegung des Nordabschnitts
Da das 50-jährige Bestehen der Strecke 1945 nicht gefeiert werden konnte, wurde 1955 eine 60-Jahr-Feier begangen, bei der die Kinder Freifahrkarten erhielten. Überlegungen zur Stilllegung der Strecke kamen Mitte der 1960er Jahre auf und wurden bis Ende der 70er Jahre immer konkreter. 1969 wurde ergebnislos über eine Übernahme durch die Regentalbahn AG verhandelt.
Noch am 27. Februar 1973 feierte das Unternehmen Nolte-Möbel KG in Hunderdorf die Verladung des 5000. Großcontainers. Im September 1978 empfing das Unternehmen Bischof und Klein den 5000. Waggon der DB auf ihrem Anschlussgleis in Konzell.
Trotz aller gegenteiligen Bemühungen beschloss der Verwaltungsrat der DB am 26. Mai 1983, den Reisezugverkehr zwischen Steinburg und Miltach einzustellen. Es wurde darauf hingewiesen, dass sich die Zahl der Züge auf diesem Abschnitt von 16 im Jahr 1978 auf nur noch vier verringert habe, während die Zahl der Fahrgäste von 165 auf 23 pro Tag gesunken sei. Zuletzt lief nur noch ein Schienenbuspaar.

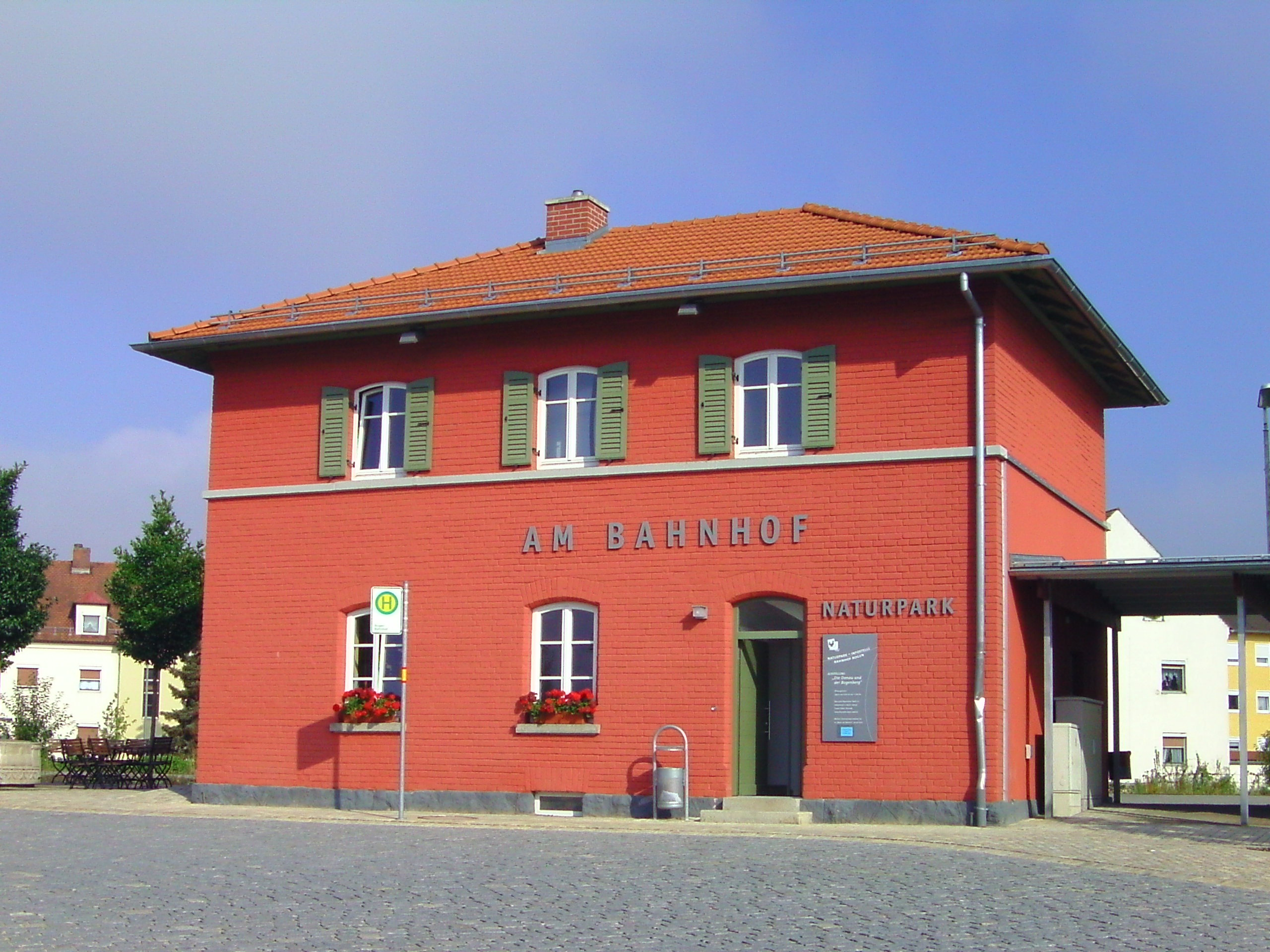
Bahnhof von Bogen

Die Stilllegung geschah in mehreren Abschnitten und begann am 27. September 1984 mit der Beendigung des Personenverkehrs zwischen Steinburg und Miltach. Am 1. Dezember 1986 folgte der Gesamtverkehr zwischen Bogen Ost und Konzell, so dass die Strecke in zwei Teile geteilt war. Ab dem 27. Mai 1994 endete der Personenverkehr von Straubing bereits in Bogen, was die Stilllegung der Strecke Bogen – Bogen Ost bedeutete. In den letzten Betriebsjahren besorgte die Regentalbahn den Güterverkehr Konzell – Miltach bis zu dessen Einstellung am 31. Oktober 1995.

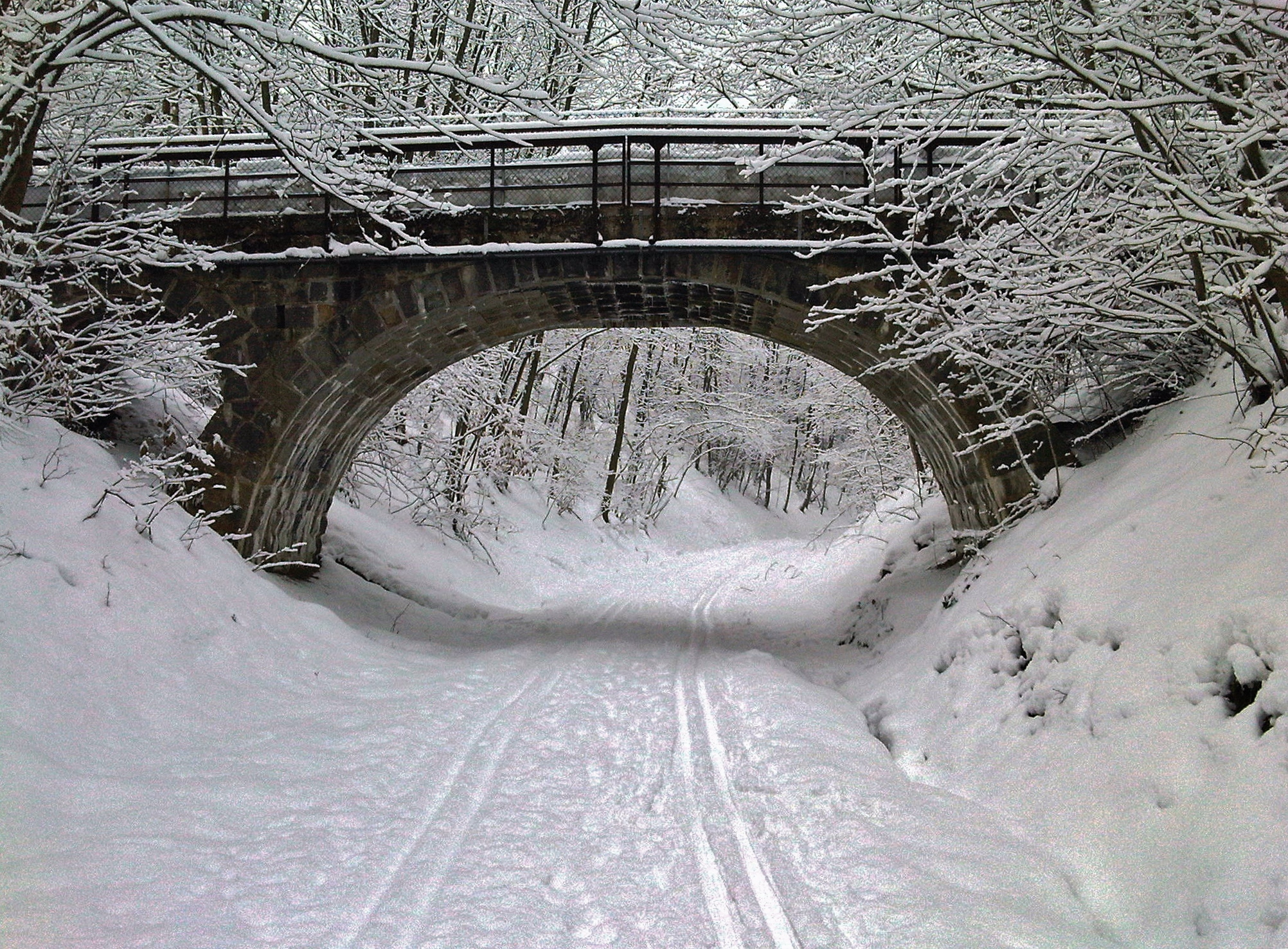
Wegbrücke über die stillgelegte Bahnstrecke bei Mitterfels

1988 wurde der Radweg Bogen Ost–Konzell eröffnet, 1997 geschah dies auch auf dem Abschnitt Konzell–Miltach. Von der nunmehrig 39 km langen Verbindung Bogen – Miltach verlaufen 37 km auf der ehemaligen Bahntrasse.

### Weiterbetrieb und Zukunft des Südabschnitts
Nach dem Konzept der Bayerischen Staatsregierung für mehr Elektromobilität auf der Schiene in Bayern hat Innenminister Joachim Herrmann die Strecke aus bayerischer Sicht als Pilotprojekt für den Betrieb mit Oberleitungs-/Diesel-Hybrid-Fahrzeugen vorgeschlagen. Da jedoch die Achslast der renovierungsbedürftigen Eisenbahnbrücke Bogen beschränkt ist, werden auf der gesamten Linie RB 32 keine Neufahrzeuge eingesetzt. Ein solches Pilotprojekt ist daher unter Beibehaltung des derzeitigen Betriebskonzepts nicht möglich.
Im Zielfahrplan 2030 im Zuge des Deutschlandtakts ist eine Durchbindung sämtlicher Züge über Neufahrn bis Landshut vorgesehen.

## Streckenbeschreibung

### Betriebsstellen

#### Straubing
Der Bahnhof Straubing (Lage) in der Stadt Straubing wurde 1859 von den Bayerischen Ostbahnen eröffnet. Mit der Eröffnung der Strecke nach Bogen wurde Straubing zum Abzweigbahnhof dieser Strecke von der Bahnstrecke Passau–Obertraubling.

#### Straubing Ost
Der Haltepunkt Straubing Ost (Lage) im Osten der Stadt Straubing ging am 29. September 1984 mit dem Beginn des Winterfahrplans in Betrieb. Der Haltepunkt ist mit einem 38 Zentimeter hohen und 60 Meter langen Außenbahnsteig mit einem Wetterschutzhaus ausgestattet.

#### Straubing Müllverladung
Die Ausweichanschlussstelle Straubing Müllverladung (Lage) liegt südöstlich des Straubinger Gewerbegebiets Königreich und erschließt die dort vom Zweckverband Müllverwertung Schwandorf betriebene Umladestation Straubing, in der aus dem Umkreis angelieferter Müll in die Container gepresst und verladen wird, um von dort aus zum Müllkraftwerk in Schwandorf transportiert zu werden. Nach der Errichtung der Anlage fuhr der erste derartige Müllzug am 11. August 1982 ab.
Etwa 500 Meter westlich der Anschlussweiche für die Müllverladung begann ein Anschlussgleis der ab 1989 geschaffenen Speditionsniederlassung von Kühne + Nagel. Die Anschlussweiche war 2014 bereits wieder ausgebaut.

#### Ittling
Ittling im Norden der nach Straubing eingemeindeten ehemaligen Gemeinde Ittling war eine Haltestelle mit einem Agenturgebäude aus Holz mit einer Laderampe und ein Lagerhaus aus Fachwerk und wurde zum Haltepunkt zurückgebaut. Der Bahnsteig aus dem Jahr 1894 wurde 1970 grundsaniert und im August 2021 auf einer Länge von 78 Metern komplett erneuert und mit einem neuen Wetterschutzhaus ausgestattet, blieb aber mit 34 Zentimetern auf einer niedrigen Höhe.

#### Straubing Hafen
Der Haltepunkt Straubing Hafen (Lage) liegt im Ortsteil Hunderdorf der Gemeinde Aiterhofen und südwestlich des Industrieparks Straubing-Sand und des Hafens Straubing-Sand, die durch den Haltepunkt für die rund 3000 Beschäftigten erschlossen werden sollen. Bei Beginn der Planungen 2015 wurde die Fertigstellung für das Jahr 2020 erwartet. Am 30. Mai 2023 wurde der Spatenstich für den Haltepunkt gefeiert. und im Oktober 2023 war der Haltepunkt mit dem 100 Meter langen und 2,50 Meter breiten Außenbahnsteigs mit einer Bahnsteighöhe von 55 Zentimetern und einem Wetterschutzhaus und einen barrierefreien Zugang nordwestlich des Gleises baulich fertiggestellt. Nach notwendigen und im Frühjahr 2024 durchgeführenden Bauarbeiten an drei Bahnübergängen in unmittelbarer Nähe wird der Haltepunkt seit dem Fahrplanwechsel am 9. Juni 2024 bedient und drei Tage später eingeweiht.  2016 rechnete die Bayerische Staatsregierung in einer Grobschätzung die Kosten für den Haltepunkt auf 0,4 Millionen Euro und die Bayerische Eisenbahngesellschaft prognostizierte 2016 ein Fahrgastaufkommen von 300 Reisenden pro Tag. Als korrespondierende Maßnahme begann die Gemeinde Aiterhofen mit der Errichtung eines P+R-Platzes mit Bushaltestelle am Haltepunkt sowie unter Beteiligung des Zweckverbands Hafen Straubing-Sand und mit Förderung des Freistaats einen Geh- und Radweg zum Industriepark mit einer Brücke über die Kreisstraße SR 12.

#### Konzell Süd

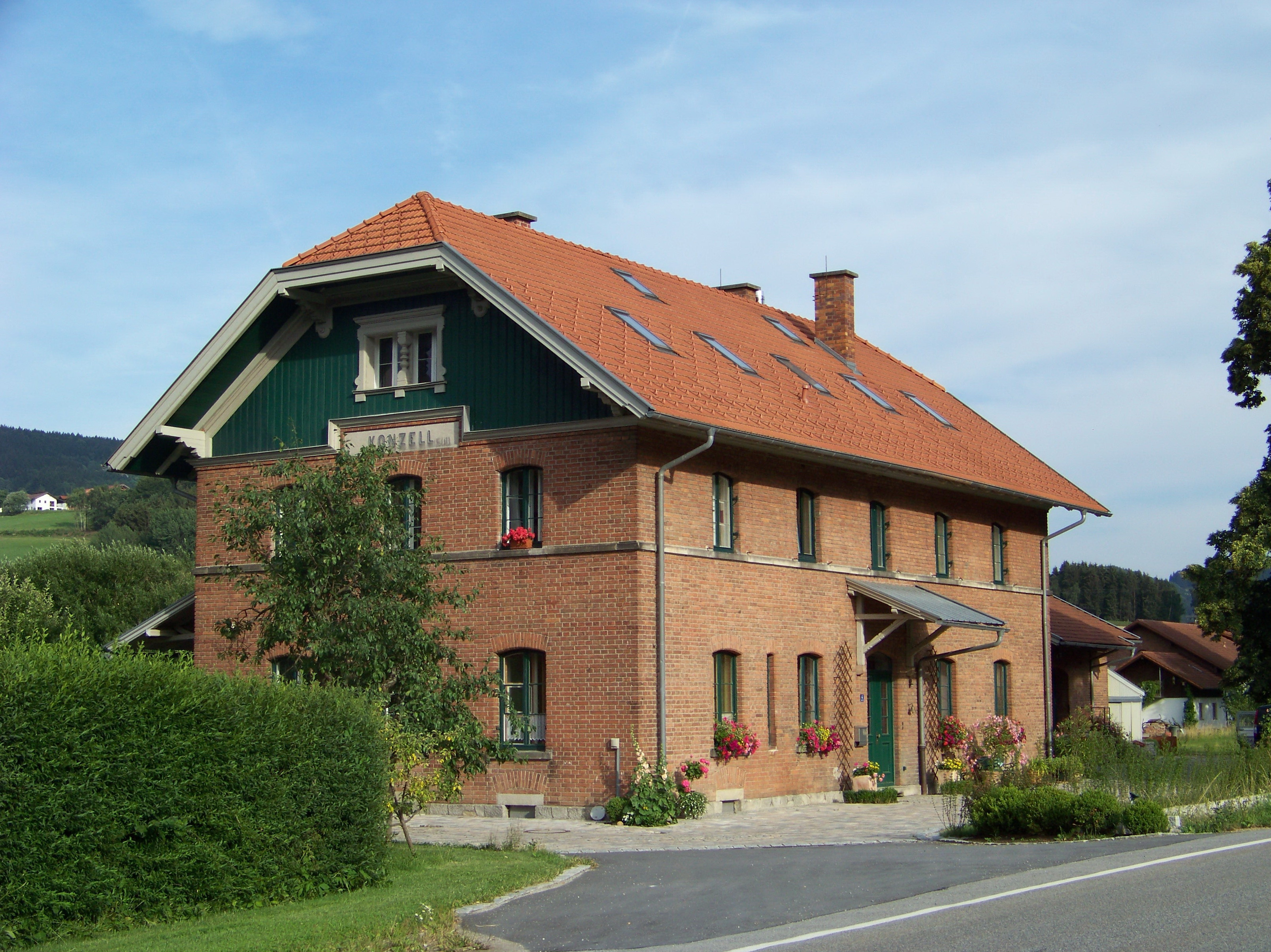
Ehemaliges Empfangsgebäude in Konzell-Süd

Vom ehemaligen Bahnhof Konzell Süd (Lage) sind Empfangsgebäude, Güterabfertigung und Lokomotivschuppen erhalten.

### Kunstbauwerke
Die Eisenbahnbrücke Bogen über die Donau erreicht mit ihren Flutbrücken eine Länge von 547 m. Sie wird von der Gäubodenbahn genutzt. Durch bauliche Mängel an der Brücke besteht für Fahrzeuge, die die Streckenklasse D4 benötigen, ein theoretischer Fahrzeitverlust von 12,5 Minuten. Für die leichten Triebfahrzeuge der Baureihe 628 wirkt sich diese jedoch nicht voll aus. Bei einem geplanten Neubau der Brücke in den 2030er Jahren soll über die Brücke die zulässige Höchstgeschwindigkeit auf 80 km/h, mindestens aber 60 km/h bei der Streckenklasse D4 erhöht werden und eine Elektrifizierung berücksichtigt werden. 2024 strebte die Bayerische Eisenbahngesellschaft eine Inbetriebnahme voraussichtlich 2030 an.

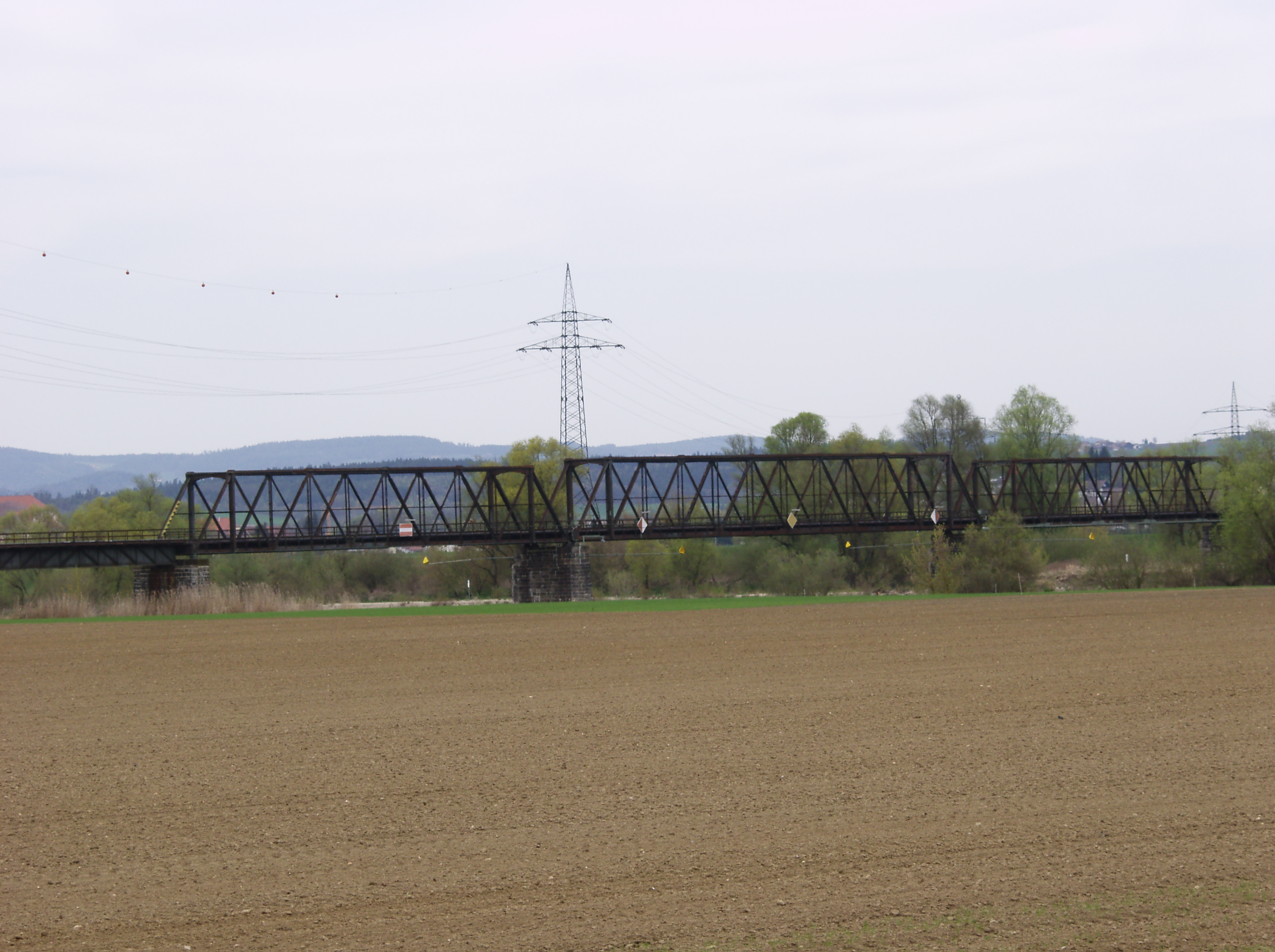
Donaubrücke bei Bogen

Kurz vor Mitterfels führt eine 90 m lange Stahlbrücke in 23 m Höhe über das Menachtal (Perlbachtal). Über die Brücke führt der heutige Radweg zum ebenfalls erhaltenen Bahnhof Mitterfels.
In Miltach überquerte die Bahn auf einer auf vier Pfeilern ruhenden Stahlbrücke den Regen.

## Fahrzeugeinsatz
Bis in die 1950er Jahre wurden Dampflokomotiven der Baureihe 70.0 (Bayerische Pt 2/3) eingesetzt und wurden dann im Personenverkehr von Uerdinger Schienenbussen, die bis in die 1990er Jahre blieben, und V 100 mit dreiachsigen Umbauwagen ersetzt.
Mitte der 1990er Jahre übernahmen den Personenverkehr neue Dieseltriebwagen der Baureihe 628.4. Die Südostbayernbahn setzt diese nicht barrierefreien und nicht klimatisierten Fahrzeuge aufgrund der Beschränkungen der Donaubrücke bis zu einem Ersatz dieser auch im bis mindestens 2035 laufenden Verkehrsvertrag ein.

## Verkehr
Der verbliebene Streckenteil Straubing – Bogen wird im Personennahverkehr stündlich von Regionalbahnen der Linie RB 32 (Bogen – Straubing – Neufahrn ( – Landshut)) befahren.
Im Güterverkehr werden die Gleisanschlüsse Müllumladestation Straubing und Hafen Straubing-Sand häufig bedient.